# Museo del Trabajo (Porto Alegre)
El Museo del Trabajo (en portugués: Museu do Trabalho) es un museo y centro cultural privado brasileño fundado en 1982 y ubicado en el centro histórico de la ciudad de Porto Alegre. 
Tiene una colección de máquinas, fotografías y documentos que ilustran aspectos de la vida de empresas y trabajadores. También organiza diversas actividades artísticas y culturales. Su taller de grabado es un hito en la historia de las artes gráficas de la ciudad.

## Historia
La idea de un museo para recuperar la memoria económica y social de los trabajadores comenzó a articularse en 1979 con la creación del Centro de Estudios y Memoria del Trabajo en la Pontificia Universidad Católica de Río Grande del Sur, dirigido por el sociólogo Marcos Flávio Soares. También participó en el debate sobre la catalogación de la Usina do Gasômetro. Para Ruth Testolin, «la creación del Museo del Trabajo se basa en la idea de que estudiar los movimientos sociales y los medios de producción no es sólo reconstruir cronológicamente su historia, sino comprender, a través de diferentes puntos de vista, cómo el trabajo se relaciona con el entorno técnico y cultural en una sociedad determinada».
El 8 de septiembre de 1982, Soares y su grupo fundaron la Asociación Civil con Fines Culturales para gestionar el proyecto del museo. Inicialmente iba a ser instalado en la Usina do Gasômetro pero algunos problemas llevaron a su instalación provisional, el 7 de diciembre, en una hilera de viejos galpones de madera que habían sido construidos en la década de 1930 para servir de almacén de la Secretaría de Obras Públicas, y que entonces eran propiedad de la Marina de Brasil.
Los planes de trasladar el museo a la Usina do Gasômetro se mantuvieron vivos hasta 1989, cuando el gobierno publicó el proyecto de remodelación de la Usina, dejando sólo 300 m2 destinados al museo, lo que hizo inviable su traslado. En consecuencia, la instalación temporal en los galpones de la Marina pasó a ser permanente.  Debido a la escasez de fondos para el mantenimiento, se estableció una asociación con la Companhia Teatro Novo, que ocupó uno de los galpones e instaló en él el Teatro del Museo del Trabajo, además de garantizar la financiación de las actividades básicas del museo.
En 1998 se temió que el edificio sufriera daños o sacudidas en la nueva urbanización de la zona prevista por el gobierno en el proyecto "Porto dos Casais". Se aseguró que no habría problemas y se formó una comisión para estudiar el caso. En 2000 el teatro pasó a manos del Grupo de Danza Phoenix, iniciando la asociación del museo con la danza. Fue sucedido por la Compañía Terpsí, que permaneció allí hasta 2012, cuando el espacio fue cerrado debido al mal estado de la estructura. En 2012 fue uno de los finalistas del Premio Açorianos, en la categoría Espacio Institucional Destacado para la Promoción de las Artes.
En 1983, los almacenes fueron declarados Patrimonio Histórico del Estado, pero el museo es una institución independiente del Estado, que ocupa los edificios por cesión gratuita de la Marina, no recibe fondos públicos y se mantiene con sus propias actividades y donaciones. Según Sara Winckelmann, «es uno de los espacios culturales autónomos más antiguos de la ciudad».
El museo se enfrenta a una falta crónica de fondos para mantener sus estructuras y su colección. En 2019 cerró por falta de condiciones y permaneció cerrado en 2020 debido a la Pandemia de COVID-19, reabriendo en 2022, año en el que recibió una Distinción Especial del Premio Açorianos por su trayectoria.  En las grandes inundaciones de 2024 el museo fue inundado.